# Шаталово (аеродром)
Шаталово — військовий аеродром в Смоленській області, розташований неподалік від однойменного села та в 8 км на південь від міста Починок.
На ньому дислокується 4-та окрема розвідувальна авіаційна ескадрилья 6-ї армії ВПС і ППО, оснащена літаками Су-24 та Ан-30.

## Історія
Аеродром Шаталово веде свою історію із 30-х років XX століття.
З 25 липня 1940 року на аеродромі зформувалося, а згодом базувалося управління 52-ї дивізії дальньої авіації та 98-й бомбардувальний авіаційний полк на літаках ДБ-3ф. З перших днів німецько-радянської війни дивізія взяла участь у відбитті повітряного нападу у прикордонних битвах Західного фронту. А 98-й бомбардувальний авіаційний полк після великих втрат у перші дні війни 13 серпня 1941 був розформований.
У період з грудня 1945 року по серпень 1960 року на аеродромі базувалася 11-а гвардійська бомбардувальна авіаційна Орловсько-Берлінська Червонопрапорна дивізія (з 1952 року — 11-а гвардійська важка бомбардувальна). Також разом з управлінням дивізії на аеродромі базувалися полки дивізії: 157-й гвардійський бомбардувальний (з 1952 року — 157-й гвардійський важкий бомбардувальний) на літаках Іл-4 (1945—1952), Ту-4 (1952—1956) Ту-16 (1956—1960) та 37-й бомбардувальний авіаційний полк (з 1952 — 37-й важкий бомбардувальний) на літаках Іл-4 (1945—1952), Ту-4 (1952—1956) і Ту-16 (1956—1960). Пізніше був перебазований на аеродром Арциз (Одеська область), де переформований у 37-й військово-транспортний авіаційний полк із переозброєнням на літаки Ан-12.
З 12 березня 1959 року на аеродром перебазувався 47-й окремий гвардійський розвідувальний авіаційний Борисовський Червонопрапорний ордена Суворова полк з літаками Іл-28Р і Як-25Р, Як-27Р (1959—1972), Як-28 (1963—1983), МіГ-25РБ (з 1970), Як-28Р (1974—1983), Су-24МР (з 1983), Су-17М3Р (1989—1991), Су-17М4Р (1991—1993).
З січня 1968 на аеродромі базувався 32-й гвардійський винищувальний авіаційний Віленський орденів Леніна і Кутузова полк на літаках МіГ-21ПФМ (1968—1971), МіГ-23С (1970—1972), МіГ-23М (1972—1978), МіГ-23МЛА (1978—1983), МіГ-23МЛД (1983—1989). Прямо з аеродрому полк відправився на участь в операції з розміщення радянських балістичних ракет на острові Куба в 1963 (операція «Анадир»), з 1988 року 1-а ескадрилья полку брала участь у Війні в Афганістані. 30 червня 1989 року полк був розформований на аеродромі у складі 9-ї винищувальної авіаційної дивізії Московського військового округу.
19 листопада 2016 року на злітній смузі у селищі Шаталове відбулася церемонія вручення Бойового Прапора 4-ій окремій розвідувальній авіаційній ескадрильї (військова частина 55840).

### Викрадення бомбардувальників зі Старокостянтинова в 1992
13 лютого 1992 року, злетівши зі Старокостянтинівського військового аеродрому, екіпажі шести бомбардувальників Су-24 несанкціоновано перетнули кордон з Росією і приземлилися на аеродромі Шаталово, тут їх очікував організатор, командир дивізії Чорний А. С., який по землі вивіз зі Старокостянтинова прапор полку. Україна зажадала повернути літаки, але серйозних наслідків ця заява не мала: росіяни літаків не повернули, хоча вони були найперших серій і особливої цінності не становили. Зате пізніше, коли Росія зажадала повернути 17 Су-24М останньої модифікації, які тільки перед розпадом Союзу надійшли в полки з заводу, то Україна відмовила.

### Російсько-українська війна
З самого початку повномасштабного вторгнення РФ в Україну аеродром використовується для атак та розвідки України.
З початку 2025 аеродром «Шаталово» використовується як одна з точок запуску далекобійних БПЛА по території України.

## Катастрофи та інциденти
- 14 березня 2000 року за 25 кілометрів від аеродрому «Шаталово» розбився фронтовий бомбардувальник Су-24. Екіпаж, майор Олексій Семушкин та капітан Ігор Канишкін, катапультувалися. Причиною було закінчення палива через помилки екіпажу[10][11]
- 4 березня 2004 під час руління (після ремонту передньої стійки шасі) літак Су-24 зі складу 47-й окремого гвардійського розвідувального авіаполку зійшов зі смуги та перекинувся[11].